# Giro della Provincia di Reggio Calabria 1964
Il Giro della Provincia di Reggio Calabria 1964, venticinquesima edizione della corsa, si svolse il 28 marzo 1964 su un percorso di 274,5 km, con partenza e arrivo a Reggio Calabria. La vittoria fu appannaggio dell'italiano Diego Ronchini, che completò il percorso in 7h27'00", alla media di 36,929 km/h, precedendo i connazionali Guido Carlesi e Aldo Pifferi.

## Ordine d'arrivo (Top 10)
| Pos. | Corridore          | Squadra         | Tempo    |
| ---- | ------------------ | --------------- | -------- |
| 1    | Diego Ronchini     | Cynar-Frejus    | 7h27'00" |
| 2    | Guido Carlesi      | Gazzola         | a 0'07"  |
| 3    | Aldo Pifferi       | Lygie           | s.t.     |
| 4    | Dino Liviero       | I.B.A.C.        | s.t.     |
| 5    | Renato Pelizzoni   | Ignis           | s.t.     |
| 6    | Marino Fontana     | Lygie           | s.t.     |
| 7    | Adriano Durante    | Legnano         | s.t.     |
| 8    | Gastone Nencini    | Springoil-Fuchs | s.t.     |
| 9    | Roberto Nencioli   | Ignis           | s.t.     |
| 10   | Flaviano Vicentini | Ignis           | s.t.     |